# كاغويا-ساما: الحب حرب (فلم 2019)
كاغويا ساما: الحب حرب (باليابانية: ～かぐや様は告らせたい ～天才たちの恋愛頭脳戦، بالروماجي: Kaguya-sama wa Kokurasetai: Tensai-tachi no Ren'ai Zunōsen) حرفياً (كاغويا-ساما ترغب بالإعتراف -معركة حب ذهنية بين عبقريين-)، فيلم ياباني واقعي مبني على مانغا تحمل نفس الإسم من تأليف أكا أكاساكا، أعلن دار نشر شوئيشا عن إنتاجه يوم 21 فبراير 2019، أُجري التصوير بين مارس وأبريل من نفس العام، الفيلم من إخراج «هاياتو كاواي» وتوزيع توهو، بينما كتب «يويتشي توكوناغا» سيناريو العرض، عُرض الفيلم في دور العرض في اليابان يوم 6 سبتمبر 2019.

## لمحة القصة
تدور أحداث القصة في أكاديمية شوتين للطلبة المتميزين، تحديداً في مجلس الطلبة بين رئيس المجلس «ميوكي شيروغاني» ومعاونته «كاغويا شينوميا»، كاغويا ابنة عائلة ثرية بينما ميوكي هو الطالب الأول في المدرسة ومعروف بإمتيازه، يحبان بعضهما لكن فخرهما يمنعهما من التعبير لبعضهما، ويخطط كل منهما لإجبار الآخر على الإعتراف بحبه.

## طاقم الممثلين
كانا هاشيموتو بدور «كاغويا شينوميا»
شو هيرانو بدور «ميوكي شيروغاني»
نانا اساكاوا بدور «تشيكا فوجيوارا»
هاياتو سانو بدور «يو إيشيغامي»
مايو هوتا بدور «آي هاياساكا»
ناتسومي إكيما بدور «ناغيسا كاشيواغي»
يوتارو بدور «تسوباسا»
ماساهيرو تاكاشيما بدور «الأب شيروغاني»
جيرو ساتو بدور «شوزو تانوما والراوي»
أوي كوغا بدور «فتاة تذاكر السينما»
أمو فوكاو بدور «كيه شيروغاني»